# 1818
| 1818                                |
| ----------------------------------- |
| Dødsfald - Fødsler                  |
| • Begivenheder • Litteratur • Musik |

| Gregoriansk kalender | 1818 MDCCCXVIII         |
| Ab urbe condita      | 2571                    |
| Armensk kalender     | 1267 ԹՎ ՌՄԿԷ            |
| Kinesiske kalender   | 4514 – 4515 丁丑 – 戊寅 |
| Etiopisk kalender    | 1810 – 1811             |
| Jødisk kalender      | 5578 – 5579             |
| Hindukalendere       |                         |
| - Vikram Samvat      | 1873 – 1874             |
| - Shaka Samvat       | 1740 – 1741             |
| - Kali Yuga          | 4919 – 4920             |
| Iransk kalender      | 1196 – 1197             |
| Islamisk kalender    | 1233 – 1234             |

Året 1818 startede på en torsdag.
Konge i Danmark: Frederik 6. 1808-1839
Se også 1818 (tal)

## Begivenheder

### Januar
- 1. januar - Chile udråbes til republik efter 7 års oprør mod det spanske herredømme

### Februar
- 5. februar - Jean-Baptiste Bernadotte krones til konge af Sverige og Norge under navnet Karl 14. Johan
- 11. februar - Chile erklærer sig selvstændigt

### April
- 5. april - Chilenske oprører ledet af Bernardo O'Higgins vinder ved Slaget om Maipú en vigtig sejr over Spanien under Chiles uafhængighedskrig

### Juli
- 4. juli - Danmarks Nationalbank stiftes efter statsbankerotten. For at skabe tillid til banken er den uafhængig af staten.

### September
- 7. september - Karl 3. Johan af Sverige-Norge krones til konge af Norge i Trondheim

### Oktober
- 20. oktober – USA og England aftaler, at den 49. breddegrad skal være grænse mellem Canada og USA

### December
- 3. december – Illinois bliver optaget som USA's 21. stat

## Født
- 8. april Kong Christian 9. bliver født på Gottorp Slot i Slesvig. Død 1906. Christian den 9. blev den første Glücksburger på tronen, og blev kendt som ”Europas svigerfar”.
- 5. maj – Karl Marx, tysk filosof (død 1883).
- 28. juni - Johan Anton Frederik Hoffmann, dansk officer (død 1864).
- 9. november – Ivan Turgenjev, russisk forfatter (død 1883).
- 24. december – James Prescott Joule, engelsk fysiker (død 1889).

## Dødsfald
- 10. maj – Paul Revere, sølvsmed og medunderskriver af den den amerikanske uafhængighedserklæring (født 1735).
- 22. august – Warren Hastings, tidl. britisk generalguvernør i Indien (født 1732).
- 1. december - Carl Fredric von Breda, svensk portrætmaler (født 1759).